# Roger Gibbins
Roger Graeme Gibbins (Enfield, 6 settembre 1955) è un ex calciatore inglese, di ruolo centrocampista.

## Biografia
Suo padre Eddie fu a sua volta un calciatore professionista (giocò a sua volta nella prima divisione inglese con il Tottenham).

## Carriera
Tra il 1972 ed il 1975 gioca nel settore giovanile del Tottenham, con cui nella stagione 1973-1974 vince anche una FA Youth Cup. Si trasferisce poi all'Oxford Utd, club della seconda divisione inglese, con cui nella stagione 1975-1976 all'età di 20 anni esordisce tra i professionisti, realizzando 2 reti in 19 partite di campionato. Passa quindi al Norwich City, con cui trascorre un biennio in prima divisione mettendo a segno complessivamente 12 reti in 48 partite di campionato; si trasferisce quindi per 60000 sterline ai N.E. Tea Men nella NASL, dove gioca per due campionati, con un bilancio complessivo di 49 presenze ed 8 reti.
Nel 1979 torna in modo permanente in Inghilterra, al Cambridge Utd, dove gioca per un triennio in seconda divisione, per complessive 100 presenze e 12 reti in partite di campionato. Passa quindi al Cardiff City, club gallese militante nella terza divisione inglese: si tratta della prima di una lunga serie di squadre gallesi in cui gioca nel corso degli anni (ad eccezione di una parentesi al Torquay Utd, gioca infatti in club gallesi fino al termine della stagione 1997-1998, ovvero per sedici stagioni). In particolare, con il Cardiff City al termine della stagione 1982-1983 conquista una promozione nella seconda divisione inglese, categoria nella quale gioca nel biennio successivo. Dopo 139 presenze e 17 reti passa allo Swansea City, con cui nella stagione 1985-1986 realizza 6 reti in 35 partite nella terza divisione inglese. Gioca poi in quarta divisione al Newport County, dove rimane fino al marzo del 1988, quando passa appunto al Torquay United, altro club di quarta divisione, con cui mette a segno 5 reti in 33 partite di campionato. Nel gennaio del 1989 torna al Newport County, nel frattempo retrocesso in Football Conference (quinta divisione e più alto livello calcistico inglese al di fuori della Football League), ma dopo soli due mesi di permanenza vista la difficile situazione economica del club viene ceduto al Cardiff City, nel frattempo nuovamente sceso in terza divisione. Con i Bluebirds al termine della stagione 1989-1990 retrocede in quarta divisione, categoria in cui nella stagione 1992-1993 vince il campionato; vince inoltre due Coppe del Galles consecutive, nelle stagioni 1991-1992 e 1992-1993 (peraltro sono gli ultimi due successi in questo trofeo nella storia del club, che dal 1995 in poi alla nascita del campionato nazionale gallese perse il diritto di partecipare a tale coppa preferendo restare nella piramide calcistica inglese). Grazie a questi successi, prende anche parte alla Coppa delle Coppe 1992-1993, in cui il club gallese viene eliminato nei sedicesimi di finale con un complessivo 3-1 dagli austriaci dell'Admira/Wacker.
Al termine della stagione 1992-1993, all'età di 38 anni, Gibbins si ritira momentaneamente dal calcio giocato e per una stagione lavora come collaboratore tecnico al Cardiff City; già dal 1994 torna però a giocare con i gallesi del Cwmbran Town, dove rimane fino al termine della stagione 1997-1998, giocando nella neonata prima divisione gallese. Nella stagione 1998-1999 è invece contemporaneamente giocatore e vice allenatore dei semiprofessionisti inglesi del Weston-super-Mare, ed al termine di questa stagione, all'età di 44 anni, si ritira definitivamente dal calcio giocato.

## Palmarès

### Giocatore

#### Competizioni nazionali
- Coppa del Galles: 2

Cardiff City: 1991-1992, 1992-1993

#### Competizioni giovanili
- FA Youth Cup: 1

Tottenham: 1973-1974